# Milenec Lady Bouvierové
Milenec Lady Bouvierové (v anglickém originále Lady Bouvier's Lover) je 21. díl 5. řady (celkem 102.) amerického animovaného seriálu Simpsonovi. Scénář napsali Bill Oakley a Josh Weinstein a díl režíroval Wes Archer. V USA měl premiéru dne 12. května 1994 na stanici Fox Broadcasting Company a v Česku byl poprvé vysílán 7. ledna 1996 na stanici ČT1.

## Děj
Rodina Simpsonových se sejde na oslavě Maggiiných narozenin. Po oslavě se děda cítí sklíčeně, a tak mu Marge domluví rande se svou matkou Jacqueline. Nakonec se do sebe zamilují, což rozzuří Homera, který se domnívá, že staří lidé by spolu neměli chodit, a obává se, že se z dědových dětí stanou „zrůdy“, pokud se ti dva rozhodnou vzít. 
Aby na Jacqueline udělal dojem, vezme ji děda na taneční zábavu, ale když se tak stane, pan Burns mu ji přebere a zlomí mu srdce. Burns prohlásí, že je do Jacqueline zamilovaný a že se proti Margině zájmu vezmou. Mezitím si Bart koupí za 350 dolarů obrázek Itchyho a Scratchyho na jednu z Homerových kreditních karet, ale výrobek se ukáže jako nekvalitní a je na něm nakreslena jen část Scratchyho ruky. Bart se jej pokusí prodat Komiksákovi, ale místo toho je mu nabídnut telefon s Mary Worthovou. Aby se Homerovi odvděčil, vydírá Bart Burnse tím, že mu před schůzkou vyhrožuje zničením obleku. 
V den svatby děda překazí Burnsovi a Jacqueline svatební obřad a žádá, aby si Jacqueline vzala místo něj jeho. Částečně kvůli Burnsovu chování, zejména když vyhrožuje Bartovi poté, co omylem upustí snubní prsteny, se rozhodne nevzít si ani jednoho z nich. Rozhodne se, že Jacquelinino rozhodnutí mu stačí, děda ji popadne a utečou z kostela do autobusu, přičemž Burnsovi zlomí srdce. V autobuse oba mlčky sedí, přemýšlejíce, co se mezi nimi teď stane, než děda zakřičí na řidiče autobusu Otta, aby vypnul hudbu. Poté, co je odmítnut, mluví děda přes hrající píseň a titulky o tom, proč miluje Jacqueline, než ho přeruší logo Gracie Films.

## Produkce
Díl napsali Bill Oakley a Josh Weinstein a režíroval jej Wes Archer. Epizoda byla inspirována skutečností, že v Simpsonových vystupuje mnoho starších postav, což autoři považovali za unikátní pro televizní vysílání, a proto se snažili tyto postavy vyzdvihnout. Původně měl být díl parodií na Misery nechce zemřít. Jedním z nápadů bylo, že se děda zraní na pozemku pana Burnse a uvízne tam, což vedlo k tomu, že si děda myslel, že ho pan Burns zabije, až ho tam objeví. Tento nápad byl však při výrobě vyškrtnut, protože scénář měl přes 85 stran.
Epizoda se natáčela v budově Darryla F. Zanucka na pozemku společnosti 20th Century Fox v západním Los Angeles, kde se v pondělí ráno v říjnu 1993 sešli herci a štáb Simpsonových. Předtím, než se nahrávání uskutečnilo, seděli hlavní dabéři seriálu (Dan Castellaneta, Harry Shearer, Julie Kavnerová, Yeardley Smithová, Nancy Cartwrightová a Hank Azaria) s výkonným producentem Davidem Mirkinem a štábem scenáristů u společného čtení, aby zjistili, v jaké podobě je scénář. Podle Raye Richmonda, reportéra deníku Los Angeles Daily News, se během zkoušení scénáře „v různých momentech ozýval upřímný smích“. Ihned po čtení se štáb scenáristů vrhl na úpravy scénáře podle toho, co vyvolalo smích a co ne, zatímco dabéři netrpělivě čekali. Mirkin Richmondovi řekl, že scénář bude vyžadovat ekvivalent deseti přepisů: „Na každém kroku dochází ke změnám, doplňkům a upřesněním.“. Richmond poznamenal, že jakmile začalo natáčení, ukázala se „ohromující všestrannost“ dabérů: „Castellaneta skáče od Homera přes dědečka k Barneymu, aniž by se nadechl a bez zjevných hlasových podobností.“. Mirkin uvedl, že epizoda byla také exkurzí pro Kavnerovou, která v jedné scéně namluvila Marge, dvě Marginy sestry a Marginu matku. Dodal, že i když si tento proces užívala, pro hlas Kavnerové to bylo náročné, protože tyto postavy mluví „drsnými hlasy“.

## Kulturní odkazy
Název epizody je odkazem na román D. H. Lawrence Milenec lady Chatterleyové z roku 1928. Dědu dvakrát pronásledují právníci zastupující pozůstalost zesnulých bavičů: poprvé zastupují Charlieho Chaplina za jeho „neoprávněnou imitaci“ scény tance s chlebem z němého filmu Zlaté opojení z roku 1925 a podruhé za imitaci Jimmyho Duranteho. Dědeček bušící na okno kostela a přitom křičící „Paní Bouvierová!“ a následný útěk autobusem jsou odkazy na film Absolvent, stejně jako závěrečná píseň, parodie na „The Sound of Silence“ od Simona a Garfunkela. Paní Bouvierová říká, že její kamarádky Zelda Fitzgeraldová, Frances Farmerová a Sylvia Plathová žárlily na její hezký vzhled a přivádělo je to k šílenství. Všechny tři ženy byly známé tím, že byly hospitalizovány, Fitzgeraldová a Farmerová kvůli schizofrenii a Plathová kvůli zhroucení, které vyústilo v sebevraždu. Oblíbenou melodií paní Bouvierové – hrála ji během tance ve Springfieldském kulturním domě a později dědeček na svatbě – je píseň Glenna Millera „Moonlight Serenade“. Swingová melodie, která se hraje během tance paní Bouvierové a pana Burnse, je píseň „Sing, Sing, Sing“ z roku 1936, kterou napsal Louis Prima a zpíval Benny Goodman. Bart a Líza zpívají reklamní znělku ze šedesátých let používanou pro značku hot dogů Armour and Company. Všichni kromě Lízy pak zpívají reklamní znělku na Chicken Tonight, doplněnou o taneční pohyby s kuřaty.

## Přijetí

### Kritika
Po odvysílání se epizoda setkala se smíšenými ohlasy televizních kritiků. 
Colin Jacobson z DVD Movie Guide označil epizodu za „obecně dobrý pořad, i když ne za jeden z nejlepších v tomto roce“. Jacobson uvedl, že nemá rád Marginu matku; „je to jedna z méně zajímavých postav seriálu, což je pravděpodobně důvod, proč se objevuje tak zřídka“. Nicméně si myslí, že děda je „vždycky zábavný“ a „je hezké ho vidět v rozverné náladě, alespoň na chvíli“.
Patrick Bromley z DVD Verdictu dal epizodě hodnocení B− a řekl, že ho „nikdy strašně nezajímají epizody, které se točí kolem (dědy) Simpsona“. Abe je podle něj „skvělý jako postava v pozadí, ale už méně, když je v centru dění“. Dodal: „Obzvlášť mě nezajímají díly, které se točí kolem Margeiny matky. Přesto má tato epizoda řadu inspirativních momentů – zejména podzápletku s Bartovou honbou za obrázkem Itchyho a Scratchyho a také jednu z mnoha seriálových poct filmu Absolvent.“.
Bill Gibron z DVD Talk udělil epizodě známku 4 z 5.
Autoři knihy I Can't Believe It's a Bigger and Better Updated Unofficial Simpsons Guide, Warren Martyn a Adrian Wood, napsali: „Homerova noční můra s vizí Barta, Lízy a Maggie jako obyčejných dětí je vrcholem tohoto obzvláště bláznivého až surreálného vtipu, retrospektiv a snových pasáží, které sviští alarmující rychlostí.“.

### Sledovanost
V původním americkém vysílání skončil díl v týdnu od 9. do 15. května 1994 na 50. místě ve sledovanosti s ratingem 10,0 podle agentury Nielsen. Epizoda byla v tom týdnu třetím nejlépe hodnoceným pořadem na stanici Fox, hned po Beverly Hills 90210 a Melrose Place.